# Tögrög járás (Dél-Hangáj)
Tögrög járás (mongol nyelven: Төгрөг сум) Mongólia Dél-Hangáj tartományának egyik járása. Területe 5467 km². Népessége kb. 4500 fő.
Székhelye Hólt (Хоолт), mely 95 km-re délre fekszik Arvajhér tartományi székhelytől.